# دورغا جوليان
دورغا جوليان هو سياسي هندي، ولد في 1970، وتوفي في 2009. نشط حزبياً في Jharkhand Mukti Morcha ‏. وقد انتخب Member of the Jharkhand Legislative Assembly ‏ وانتخب Member of the Bihar Legislative Assembly ‏.